# ジョン・ミドルトン
ジョン・ミドルトン（John Middleton、1964年 - ）は、オーストラリア出身の法学者、オーストラリア弁護士。専門は比較メディア法、英米法。一橋大学大学院法学研究科教授、博士（法学）。モバイルコンテンツ審査・運用監視機構理事。総務省情報通信政策研究所特別上級研究員等も務めた。

## 人物・経歴
オーストラリア連邦メルボルン生まれ。日豪経済合同委員会奨学生として筑波大学附属高等学校留学を経て、1988年モナシュ大学文学部日本語・日本学専攻を優等で卒業、名誉学士。モナシュ大学文学部日本学科非常勤講師を経て、1990年同大学法学部卒業、学士（法学）。
筑波大学附属中学校非常勤講師を経て、国費外国人留学生制度で、1993年一橋大学大学院法学研究科修士課程修了、修士（法学）。一橋大では堀部政男ゼミで名誉棄損等の研究を行った。大学院修了後、リオ・カッセン研修所でオーストラリア連邦ビクトリア州司法修習を修了した。オーストラリア連邦弁護士。
1993年一橋大学法学部助手。同専任講師、ロンドン大学ユニヴァーシティ・カレッジ・ロンドン法学部客員研究員を経て、2001年から一橋大学大学院法学研究科助教授。2007年同教授。2008年からモバイルコンテンツ審査・運用監視機構理事。2010年『報道被害者の法的・倫理的救済論 : 誤報・虚報へのイギリス・オーストラリアの対応を中心として』により一橋大学博士（法学）の学位を取得。2010年から12年まで総務省情報通信政策研究所特別上級研究員。

## 著書
- 『報道被害者の法的・倫理的救済論: 誤報・虚報へのイギリス・オーストラリアの対応を中心として』有斐閣 2010年
- "A Case Study of the Operations of an Australian Bank in Japan" Self-published digitally through Smashwords and KDP 2014年